# Софиология
Софиоло́гия (др.-греч. Σοφία — «Премудрость, Высшая Мудрость» и др.-греч. λόγος — «учение, наука»; в работах критиков этого учения также именуется Софианством) — синкретическое религиозно-философское учение, включающее философскую теорию «положительного всеединства», понимание искусства в духе мистической «свободной теургии», преображающей мир на путях к его духовному совершенству, концепция художественного выражения «вечных идей» и мистическое узрение Софии как космического творческого принципа. Была изложена и развита русскими философами XIX—XX века: Владимиром Соловьёвым, Сергием Булгаковым, Павлом Флоренским, Львом Карсавиным и другими.

## Исторические корни
Софиология уходит корнями в гностическое учение, зародившееся в Александрии в I веке. Подспорьем зарождению учения стала философская концепция Платона о материи как мертвом хаосе, произведенном неким творческим началом. Определение Софии как творческого начала космоса (проявленного мира, материи) ссылается на книгу «Притчи Соломона» в Ветхом Завете. Здесь София именуется Премудростью (Притч 1:20-33), и описывается в виде благодетельного начала, обличающего невежество. В Новом Завете Премудрость фигурирует в Евангелии от Иоанна, и упоминается как Утешитель, Дух Святой (Ин 14:26).
В XIV—XVII вв. идею Софии развивают христианские мистики:
Генрих Сузо, Якоб Бёме, Эммануил Сведенборг, Пордедж и др. В их произведениях София выступает не как абстрактное начало, но как самостоятельная личность. Якоб Бёме, родоначальник всей западноевропейской софиологии, интерпретирует Софию как «Вечную Девственность», «Деву Премудрости Божией». В мировой поэзии впервые заговорил о вечной женственности Данте; за ним Петрарка, Новалис, Шелли, Гёте; в России — Пушкин («Бедный рыцарь»), Лермонтов, Блок, Вячеслав Иванов.
Софиологию на русскую религиозно-философскую почву привнёс Владимир Соловьёв. Он опирался как на библейские, так и на гностические тексты, на мистический опыт визионеров, на богослужебную и художественную практику православия и на собственные софийные видения и поэтические интуиции. В частности, он считал именно софийный аспект религиозного чувства русского народа наиболее самобытным в русском средневековом христианстве. Основы софиологии были изложены Соловьёвым в работе «Начала вселенской религии». Своё дальнейшее развитие софиология получила в работах отца Павла Флоренского. Русская софиология представлялась ему разновидностью немецкого идеализма, своеобразным гностицизмом и вообще незаконным использованием философии для выражения христианских догматов. К числу видных изыскателей русской софиологии можно отнести и отца Сергия Булгакова, Николая Бердяева, Андрея Белого.
Софиология имеет некоторые явные параллели с антропософией, и даже ряд заимствованных из неё идей. Софиология предполагает постижение бытия как объективной духовной реальности, развитие духовного начала в человеке, позволяющего ему проникать в пределы непроявленного мира.

## Современное воззрение
В отношении нашего времени софиологическая концепция, по мнению Николая Бердяева, является не совсем пригодной, поскольку учение совершенно не рассматривает свободу и творческую активность человека. Бердяев говорит, что софиологии следует быть связанной с проблемой антропологической, и опирается на учение Бёме.
Философская теория Владимира Соловьёва так и осталась невоплощенной, поскольку автор в итоге отказался от развития концепта Софии в прикладном аспекте. Однако современная софиология, сформированная как философская мысль на основании работ русских софиологов, основала фундамент учения в виде трех основных идей: Софии, всеединства и совершенного человечества (сверхчеловечества). Современная софиология имеет тенденцию смещения в гнозис, в котором она находит фундаментальные структуры для культурно-этического основания своих теорий. По мнению современных исследователей софиологии на данный момент имеется необходимость сделать Софию самостоятельной и центральной фигурой в бытийной драме.
Примечательно и то, что на сегодняшний день мы имеем достаточно большое творческое наследие поэтов, художников, философов серебряного века. В основном на их творчестве сказалась именно идея Владимира Соловьёва, ярко выраженной основой которой можно считать мысль о духовной эволюции человечества.

## Идея положительного всеединства
Владимир Соловьёв высказывает в своих философских рассуждениях идею положительного всеединства в жизни, знании и творчестве. Он пытается показать относительную истину всех начал и вскрыть ложь, происходящую от их обособленности. Всеединство, ещё не осуществленное в действительности, определяется по необходимости косвенным, отрицательным путем. Как верховный принцип, оно должно управлять нравственной деятельностью, теоретическим познанием и художественным творчеством человека,— отсюда разделение на этику, гносеологию и эстетику. «Великий синтез», о котором мечтает Соловьёв, должен преобразить жизнь, реформировать общество, возродить человечество; поэтому в его системе этика занимает первое место. Основание своей концепции Соловьёв выражает в обращении к Софии: "Велика истина и превозмогает! Всеединая премудрость божественная может сказать всем ложным началам, которые суть все её порождения, но в раздоре стали врагами её, — она может сказать им с уверенностью: «идите прямо путями вашими, доколе не увидите пропасть перед собою; тогда отречетесь от раздора своего и все вернетесь обогащенные опытом и сознанием в общее вам отечество, где для каждого из вас есть престол и венец, и места довольно для всех, ибо в дому Отца Моего обителей много».

## Идея совершенного человечества
Владимир Соловьёв верил в человечество как реальное существо. С этим связана самая интимная сторона его религиозной философии, его учение о Софии. София есть прежде всего для него идеальное, совершенное человечество. Человечество есть центр бытия мира. И София есть душа мира. София, душа мира, человечество есть двойное по своей природе: божественное и тварное. Нет резкого разделения между естественным и сверхъестественным, как в католической теологии, в томизме. Человечество укоренено в Божьем мире. И каждый отдельный человек укоренен в универсальном, небесном человеке, в Адаме Кадмоне каббалы.
Человек является выражением падшей Софии, но одновременно София остается тем же первородным началом для человека. Таким образом, через сознательное усилие воплощения в себе высшего творческого начала, человек способен преобразоваться, как бы уподобиться божественному. Развитие данной концепции подразумевает воплощение Софии во всем человечестве, к чему должен привести процесс духовной эволюции индивида.

## Религиозный концепт софиологии
В начале XX века Николай Бердяев обозначает софиологию в качестве религиозно-философского учения с основными критериями и базисными понятиями, в центре которых стоит София, но полагает вероятность разностороннего рассмотрения самого предмета учения. В связи с этим Бердяев предлагает понимание софиологии как философии свободного духа. В одноимённой работе он приводит суждение о возможности более полного развития философии в религиозный концепт, именуемый софианством. Он характеризует его как попытку преодоления церковного позитивизма, и определяет его как «одно из выражений христианского платонизма, внедрение в церковное сознание платоновского мира идей, платоновского учения о мировой душе, платоновского реализма, в противоположность номиналистическому вырождению христианства».

## Осуждение софиологии
Несмотря на статус священнослужителей Церкви некоторых из вышеозначенных мыслителей, софиология не принималась церковью как признанный раздел православного богословия:
Учение протоиерея Сергия Булгакова было осуждено Указом Московской Патриархии от 7 сентября 1935 года за № 1651. Указ был подписан Заместителем Патриаршего Местоблюстителя митрополитом Сергием (Страгородским), митрополитом Ленинградским Алексием (Симанским), митрополит Казанским Серафимом (Александровым), митрополитом Ярославским и Даниловским Павлом (Борисовским), митрополитом Ивановским Павлом (Гальковским), епископом Мелекесским Артемоном (Евстратовым), архиепископ Орловский Александром (Щукиным), епископом Калужским Августином (Беляевым), епископ Рыбинский Варлаамом (Пикаловым), епископом Ульяновским Владимиром (Горьковским), архиепископом Харьковским Иннокентием (Летяевым) и управляющим делами Московской Патриархии протоиереем Александром Лебедевым. В указе говорится, что «оно нередко изменяет догматы православной веры», и рекомендуется всем верным чадам Церкви отвергать это учение, «опасное для духовной жизни».
Сергий Булгаков попытался опровергнуть эти обвинения. В октябре он передает подробную докладную записку митрополиту Евлогию. Она заключается словами: «Как могу я отречься от своих ошибок, если мне их не объясняют?». 27 декабря 1935 года, митрополит Сергий счел это дело настолько важным, чтобы лично подписать новый указ № 2267, вновь осуждающий «понимание Булгаковым догмата о двух природах и о единой ипостаси Господа Иисуса Христа». Местоблюститель Патриаршего Престола считает нужным добавить, в память о прежних схватках, что Булгаков «как чистый интеллигент <…> свысока судит о церковном предании».
30 октября 1935 года независимо от Московской Патриархии Архиерейский Собор Русской Зарубежной Церкви осудил софиологию как ересь. Опровержению софиологии несколько работ посвятил архиепископ Серафим (Соболев). Резко критиковал идеи протоиерея Сергия Булгакова и архиепископ Феофан (Быстров).
По словам диакона Андрея Кураева: «Идеи софиологии оказались той дверью, через которую в христианскую философию проникают оккультно-космические построения».